# Gomphochernes
Genre
Gomphochernes est un genre de pseudoscorpions de la famille des Chernetidae.

## Distribution
Les espèces de ce genre se rencontrent en Amérique du Sud, aux Antilles et au Mexique.

## Liste des espèces
Selon Pseudoscorpions of the World (version 3.0) :
- Gomphochernes communis (Balzan, 1888)
- Gomphochernes depressimanus (With, 1908)
- Gomphochernes perproximus Beier, 1932

et décrite depuis :
- Gomphochernes volkeri Bedoya-Roqueme, 2019

## Publication originale
- Beier, 1932 : Zur Kenntnis der Lamprochernetinae (Pseudoscorp.). Zoologischer Anzeiger, vol. 97, p. 258-267.